# خوزه لوئیس کابررا (بازیکن فوتبال)
خوزه لوئیس کابررا (انگلیسی: José Luis Cabrera؛ زادهٔ ۱۰ مهٔ ۱۹۸۲) بازیکن فوتبال اهل اسپانیا است.
از باشگاه‌هایی که در آن بازی کرده‌است می‌توان به باشگاه فوتبال رئال مادرید سی، باشگاه فوتبال دپورتیوو آلاوس، باشگاه فوتبال رئال مادرید کاستیا، باشگاه فوتبال آلمریا، و باشگاه فوتبال کوردوبا اشاره کرد.